# Gut Panker

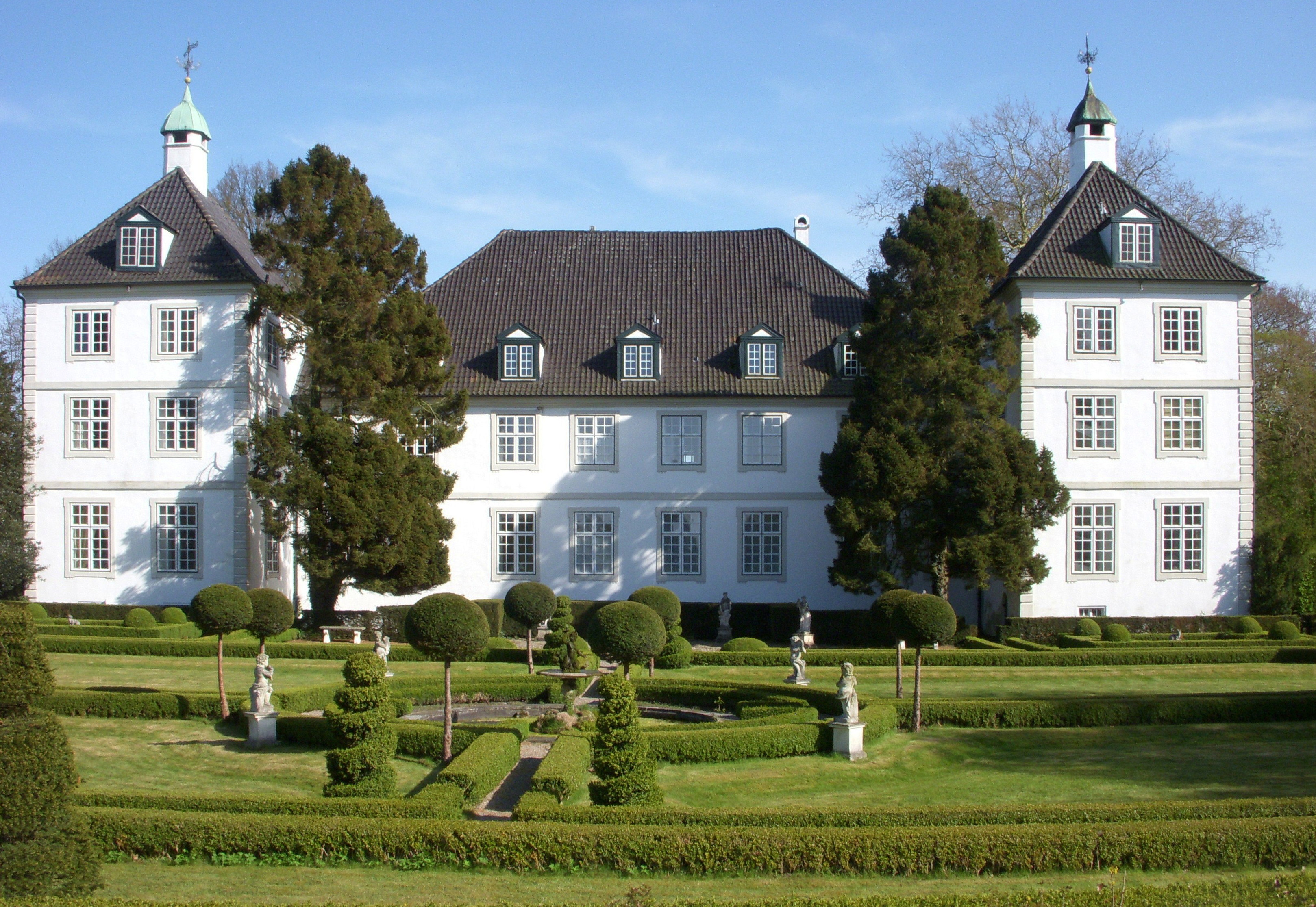
Das Herrenhaus auf Gut Panker: Vorderseite mit italienischem Garten

Das über fünfhundert Jahre alte Gut Panker liegt in Panker im Kreis Plön in der Nähe von Lütjenburg in Schleswig-Holstein. Das Gut befand sich seit dem ausgehenden Mittelalter im Besitz der Familie Rantzau, wurde im Jahre 1739 von Hedvig Ulrica Gräfin Taube mit Geld des Landgrafen Friedrich von Hessen, der auch König von Schweden war, zur Versorgung seiner schwedischen Mätresse und seiner unehelichen Söhne gekauft. Dieses Gut und die benachbarten Güter Klamp, Hohenfelde und Schmoel wurden 1808 an (Titular-)Landgraf Carl von Hessen-Kassel vererbt. Das Gut mit seinen Ländereien und Gebäuden gehört heute der Hessischen Hausstiftung.
Das auch oft als Schloss bezeichnete Herrenhaus befindet sich im Besitz der Familie von Hessen. Die umliegende Gutsanlage ist touristisch erschlossen und mit mehreren Gaststätten, Galerien und niedergelassenen Kunsthandwerkern ein Ausflugsziel in der Region der Holsteinischen Schweiz.

## Geschichtlicher Überblick

### Gut der Rantzaus
Auf Panker befand sich bereits zur Zeit der Wenden ein Herrensitz, doch ist über diese Zeit kaum etwas überliefert. Mit dem späten Mittelalter gerieten die Ländereien in den Besitz der Familie Rantzau, die zu den Equites Originarii in Schleswig und Holstein gehörte und eine Vielzahl an Gütern und Adelssitzen im Land besaß. Das Geschlecht der Rantzaus ist seit dem Ende des 14. Jahrhunderts auf Panker bezeugt. Sie bewirtschafteten den Gutsbetrieb mit verschiedenen Familienzweigen und errichteten um 1650 den Kern des heutigen Herrenhauses. Panker war in dieser Zeit zwar ein großes adliges Gut, in der Landesgeschichte hatte es jedoch keine größere Bedeutung. Das letzte Mitglied der Familie auf Panker war Hans Rantzau, der den Besitz kurz vor seinem Tod 1740 zum Verkauf anbot.

### Grafen von Hessenstein und Landgrafen Hessen

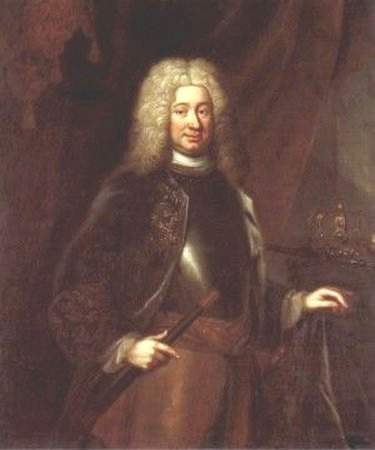
Friedrich I. von Schweden

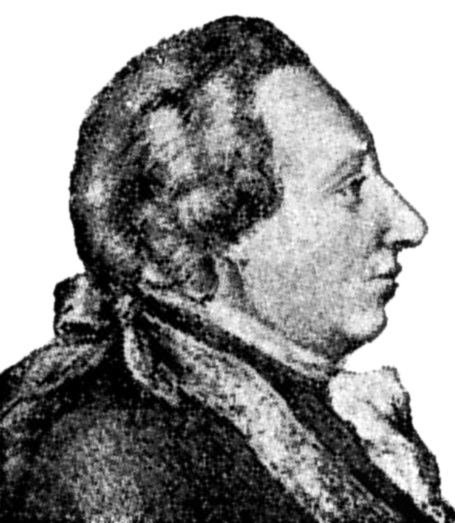
Fredrik Vilhelm von Hessenstein

1739 erwarb Hedvig Ulrica Gräfin Taube die Güter Panker und Klamp, 1741 kamen die Güter Hohenfelde und Schmoel hinzu. Die Kosten wurden vom Landgrafen Friedrich von Hessen für seine Mätresse und ihre beiden Söhne beglichen. Friedrich I. aus der Linie Hessen-Kassel des Hauses Hessen war seit 1720 König Friedrich I. von Schweden. Er bezahlte für Gut Panker und das benachbarte Klamp 88.000 Reichstaler, für 138.000 Reichstaler kamen die benachbarten Güter Schmoel und Hohenfelde hinzu. Friedrich I. erwarb die Besitzungen auf Betreiben seiner Mätresse Hedwig Ulrike Taube von Odenkat, um die aus dieser nicht standesgemäßen Ehe stammenden Söhne zu versorgen. Friedrich, der seit 1730 als Landgraf von Hessen-Kassel Reichsfürst im römisch-deutschen Reich war, erwirkte beim Deutschen Kaiser außerdem eine Erhebung seiner Geliebten und seiner mit ihr gezeugten Nachkommen zu Grafen von Hessenstein. Panker wurde ab 1791 der Wohnsitz des älteren Sohnes Friedrich Wilhelm, der nach dem Tod des jüngeren Bruders Karl Eduard (Carl Edvard, 1737–1769) über alle vier Güter verfügen konnte. Seine hochfürstlich hessensteinschen Güter entwickelten sich zu einem kleinen gesellschaftlichen Zentrum des schleswig-holsteinischen Adels in den Herzogtümern. 1772 wurde er als sogenannter Personalist in den Reichsfürstenstand erhoben.

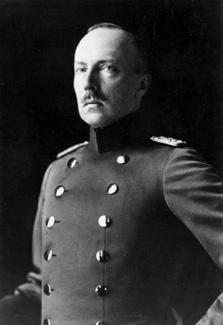
Friedrich Karl von Hessen, 1918 kurzzeitig nominell König von Finnland, wurde auf Panker geboren

In seinem Testament verfügte Friedrich Wilhelm, dass Panker und die hochfürstlich hessensteinschen Güter künftig als Fideikommiss in die Hände der Hauptlinie des Hauses Hessen-Kassel – unter Ausschluss des jeweils regierenden Fürsten – gelangen solle. Erster Erbe wurde Karl von Hessen-Kassel, der als Statthalter von Schleswig-Holstein eingesetzt war und vorwiegend auf Schloss Gottorf residierte. Das Gut wurde in dieser Zeit zwar durchgehend bewirtschaftet, das Herrenhaus war aber nicht ständig bewohnt. Die Familie nutzte den Besitz bis ins 20. Jahrhundert unterschiedlich intensiv. So stand das Haus mal längere Zeit leer, dann wurde es wieder zu einem regelmäßigen Wohnsitz verschiedener Familienmitglieder. Friedrich Karl von Hessen wurde hier geboren, und durch eine Ehe standen die Hessensteins in familiärer Verbindung zum dänischen Königshaus.

### 20. Jahrhundert und Gegenwart
Nach dem Ersten Weltkrieg kam es auf dem Gut zu gesellschaftlichen Änderungen; die umgebenden Gutshöfe wurden zum Teil an die Bauern verkauft. Da die Weimarer Verfassung die Auflösung sämtlichen fürstlichen Privatbesitzes forderte, wurde 1928 die Hessische Hausstiftung gegründet, um die Besitzungen und das Vermögen der Familie zu verwalten. Nach dem Zweiten Weltkrieg wurde auf dem Gut eine bedeutende Trakehner-Zucht begründet und das Herrenhaus ab ca. 1964 renoviert, das bis dahin als Unterkunft für Flüchtlinge aus den Ostgebieten des Deutschen Reiches  gedient hatte; ebenso wie die anderen Wohngebäude der Schlossanlage – Kavaliershaus und Torhaus. 1957 wurden die großen Scheunen und Ställe des Wirtschaftshofs zwischen Herren- und Torhaus durch Brandstiftung zerstört.
Das Herrenhaus diente 1967 als Kulisse in der Verfilmung der Novelle Rheinsberg von Kurt Tucholsky. In diesem Film mit Cornelia Froboess und Christian Wolff stellte es das brandenburgische Schloss Rheinsberg dar.
Zum Ende der 1980er Jahre wurde das bis dahin landwirtschaftlich geprägte Gutsdorf um touristische Nutzungskonzepte erweitert. Gut Panker und seine Ländereien werden derzeit (2013) von Heinrich Donatus von Hessen verwaltet.

## Baulichkeiten

### Das Herrenhaus und der Garten
Das Herrenhaus wird auch oft Schloss Panker genannt. Nach einer alten regionalen Definition – die allerdings durchaus ungenau angewandt wurde – hatten eigentlich nur die Häuser eines Landesherrn das Recht, als Schloss bezeichnet zu werden. Da der Besitz mit Hilfe des schwedischen Königs erworben und sein Sohn Friedrich Wilhelm 1772 schließlich zum Reichsfürsten ernannt wurde, ist die Auslegung der Bezeichnung aber durchaus möglich. Das Haus hat sich über einen Zeitraum von mehreren Jahrhunderten hin zu seiner heutigen Gestalt entwickelt, worauf auch eine Inschrift des 18. Jahrhunderts über dem Portal hinweist:
"Altes ausgebessertes Haus / keines Tadels werth"
Der Grundriss des Gebäudes offenbart einen zentralen Mittelbau, an den vier Anbauten anschließen: zwei Flügel zur Hofseite sowie die beiden gartenseitigen Turmpavillons. Im Mittelbau verbirgt sich der Ursprungsbau des Herrenhauses, das in seinen ältesten Bauteilen aus der Zeit um 1650 stammt. Das in seinen Ausmaßen noch relativ bescheidene alte Haus wurde zu Beginn des 18. Jahrhunderts mit den hofseitigen Trakten zu einer barocken Dreiflügelanlage erweitert, die einen kleinen Ehrenhof umschloss. Zu Beginn des 19. Jahrhunderts wurde das Herrenhaus durch den Bau der rückwärtigen, dreistöckigen Wohntürme noch einmal vergrößert, so dass es seine heutige Gestalt erhielt. Die Fassaden sind in weiß gehalten und verzichten weitgehend auf dekorativen Schmuck, was auf die letzten Umbauten zur Zeit des Klassizismus verweist. Das Haus ist zweigeschossig, lediglich die Türme und der hofseitige Risalit verfügen über ein drittes Stockwerk.

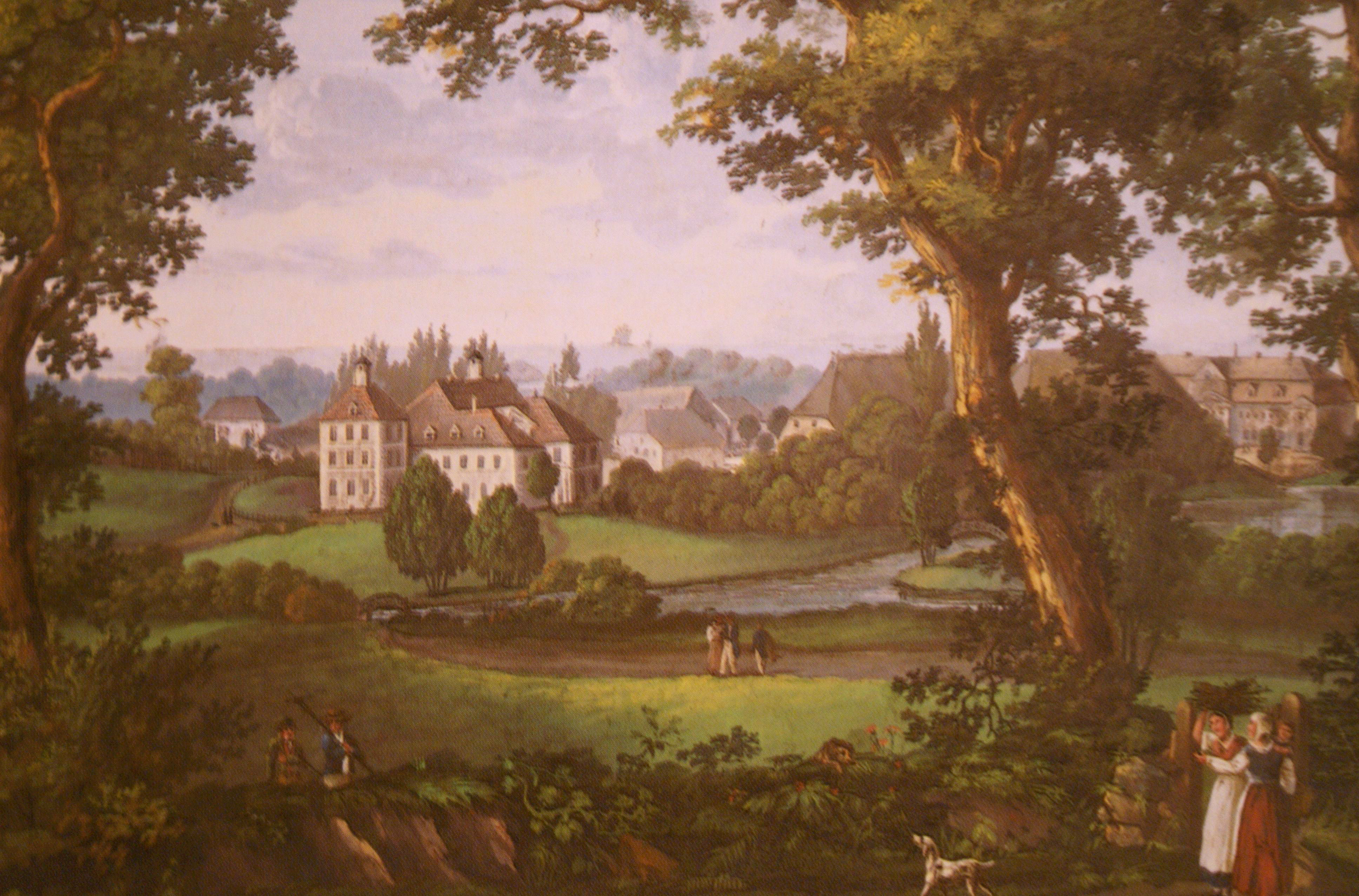
Das Herrenhaus inmitten des Landschaftsgartens um 1822. Gemälde von J. Motz

Im Inneren des Hauses hat sich die ursprüngliche Ausstattung nur teilweise erhalten, so finden sich unter anderem barocke Plafondgemälde aus hessischen Schlössern und einige alte Balkendecken aus dem Ursprungsbau. Das Gebäude wurde 1954 umfassend renoviert und zum Teil im Geschmack der Zeit neu ausgestaltet. Das Herrenhaus befindet sich bis heute in Privatbesitz und wird bewohnt, es ist daher für die Öffentlichkeit nicht zugänglich.
Das Herrenhaus war einst vermutlich von einem großzügigen barocken Garten umgeben. Der Garten wurde, dem Zeitgeist der Epoche entsprechend, im 1790 bis 1795 zu einem Landschaftsgarten englischer Prägung umgestaltet und mit Wasserläufen, Brücken, Teichen und Baumgruppen gestaltet. Wie üblich für diese Parkanlagen, ist der Garten mit verschiedenen Staffagebauten versehen, unter anderem einem Tempel aus der ersten Hälfte des 19. Jahrhunderts in Gestalt eines Prostylos. Neben dem Park am Eutiner Schloss gilt der Garten von Panker als einer der bedeutendsten Landschaftsgärten Schleswig-Holsteins. Da der Gartenbereich zu einem großen Teil auf dem privaten Gelände des Guts liegt, ist er für Besucher nicht zugänglich.
Vor der nördlichen Fassade des Herrenhauses wurde ab 1962 ein kleines Gartenparterre im Stil italienischer Renaissancegärten angelegt. Die Anlage ist durch Buchsbaumbeete und Rasenflächen gegliedert und mit Hecken und Büschen in Ars Topiari dekoriert. Die aufgestellten Skulpturen stammen aus Italien, sie wurden im 18. Jahrhundert angefertigt und stellen Allegorien der Jahreszeiten und der Elemente dar.

### Das Torhaus, der Wirtschaftshof und die Kapelle

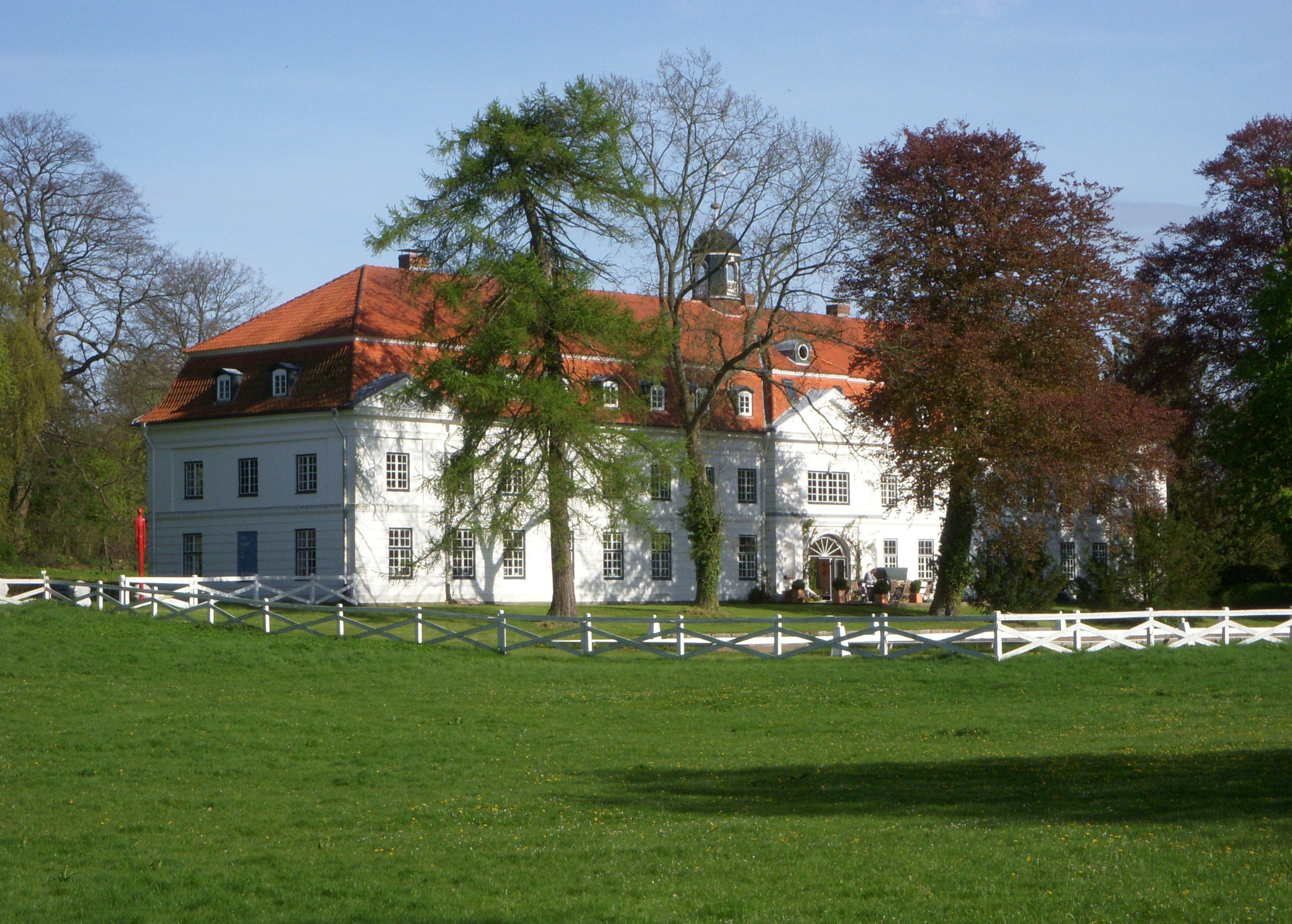
Das ehemalige Torhaus

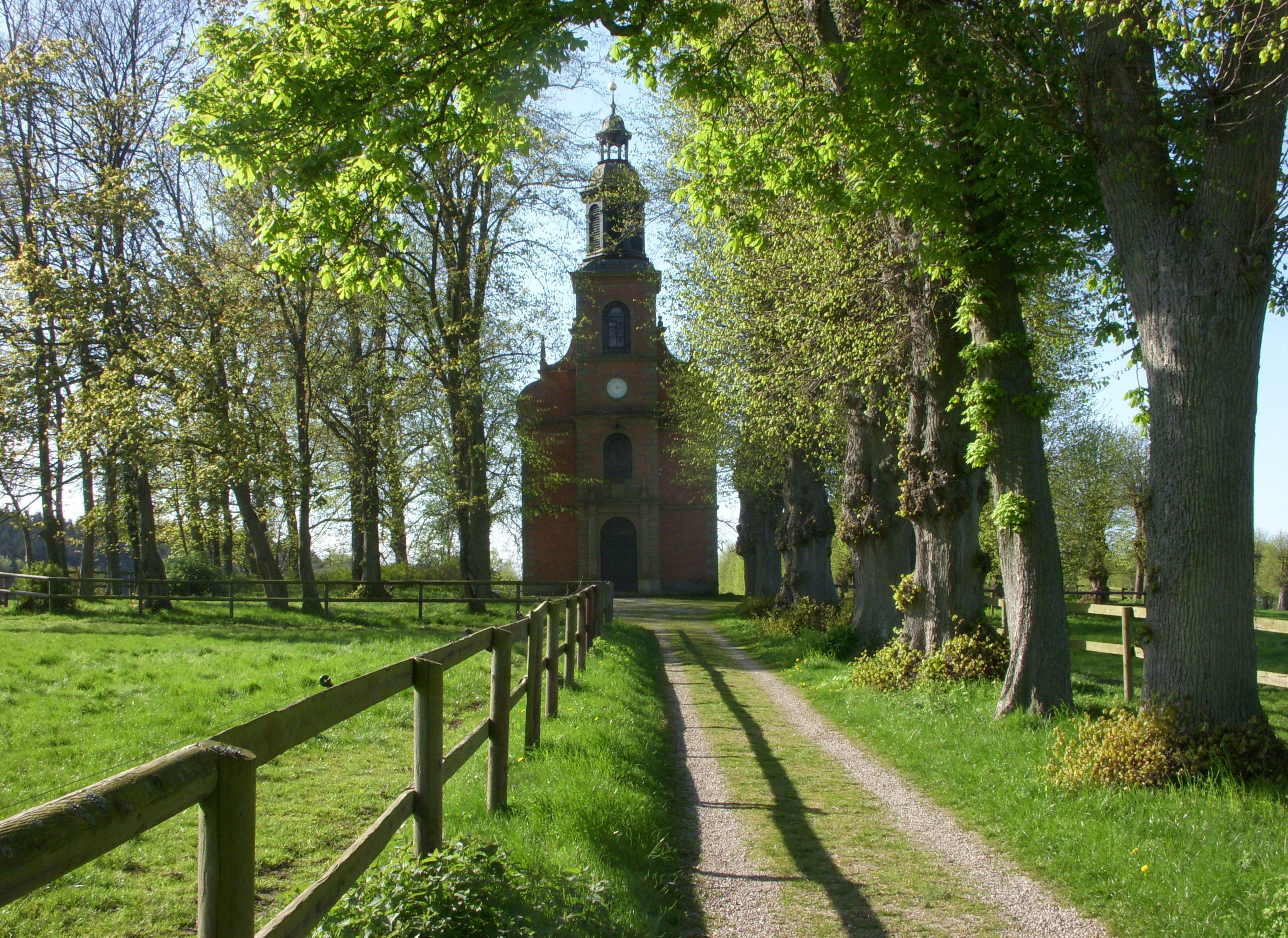
Die Gutskapelle

Östlich des Herrenhauses befindet sich das große Torhaus, das einstmals den Zugang zum Wirtschaftshof begrenzte. Das Gebäude wurde von 1785 bis 1790 errichtet und diente zugleich als Tor- und Kavaliershaus. Der Bau von siebzehn Achsen beherbergt heute die Werkstätten verschiedener Kunsthandwerker, außerdem sowohl privat genutzte, wie auch Ferienwohnungen. Der eigentliche Wirtschaftshof bestand aus landestypischen großen Scheunen und Stallungen, welche die gesamte Fläche der heutigen Wiese einnahmen. Die Gebäude dieses Hofs zwischen Tor- und Herrenhaus wurden 1957 durch ein Großfeuer zerstört und anschließend nicht wieder aufgebaut, stattdessen wurden neue Wirtschaftsbauten nördlich des Gutsgeländes errichtet.
Nordwestlich in Sichtweite des Herrenhauses befindet sich die Gutskapelle. Das einschiffige Gebäude mit schlankem Glockenturm wurde 1892 errichtet und im historisierenden Stil der nordischen Renaissance gestaltet. In der Kapelle finden keine regelmäßigen Gottesdienste mehr statt, sie wird jedoch für Trauungen und ähnliche Ereignisse vermietet.

### Die Gutsanlage
Das Herrenhaus bildet den Mittelpunkt des Gutsdorfes, das Teil der Gemeinde Panker ist und in dem rund 80 Menschen leben. Der Gebäudebestand des Dorfes ist seit dem 19. Jahrhundert weitgehend unverändert, abgesehen von den abgebrochenen und an anderer Stelle erneuerten Gebäuden des Wirtschaftshofs. Zu den erhaltenen Bauten gehören unter anderem die Lehnshäuser der früheren Gutsarbeiter, ein Witwenstift, die Remise und der ehemalige Marstall, in dem eines der bedeutendsten Trakehnergestüte des Landes untergebracht ist. Es wurde 1947 mit aus Ostpreußen geretteten Pferden gegründet. Weithin bekannt ist zudem ein Wirtshaus namens „Ole Liese“, in dem das gleichnamige Lieblingspferd Fürst Friedrich Wilhelms von Hessenstein zu Beginn des 19. Jahrhunderts sein Gnadenbrot erhielt. Im Gegenzug für die Pflege des Tieres erhielt der hier lebende Knecht eine Schanklizenz. Hieraus ging das heutige Hotel „Ole Liese“ mit dem Restaurant „1797“ hervor, dessen ehemaliger Küchenchef Volker M. Fuhrwerk mit einem Michelin-Stern ausgezeichnet wurde.
Der Gutsbesitz besteht noch heute aus mehreren tausend Hektar Ackerland und Waldflächen und wird von Panker aus verwaltet und von Schmoel aus bewirtschaftet.

### Aussichtsturm Hessenstein
Etwa eineinhalb Kilometer westsüdwestlich vom Herrenhaus erhebt sich auf dem 128 Meter hohen Pilsberg, einer Stauchmoräne, ein Aussichtsturm aus dem 19. Jahrhundert, der sogenannte Hessenstein. (⊙) Der polygonale Turm im Stil der Neogotik wurde von 1839 bis 1841 errichtet und ist siebzehn Meter hoch. Eine gusseiserne Wendeltreppe führt auf die von einem Zinnenkranz umgebene Aussichtsplattform, die einen Blick von den Werftanlagen Kiels über das Marine-Ehrenmal Laboe auf die Ostsee bis zur Hohwachter Bucht und den Großen Binnensee ermöglicht. Bei klarer Sicht reicht der Blick bis nach Schwansen und Fehmarn sowie zu den dänischen Inseln Als und Ærø. Durch eine Schneise zwischen den umgebenden Bäumen ist in südöstlicher Richtung der Bungsberg zu sehen. Der Turm schmückt das Wappen Pankers und war der erste einer Reihe ähnlicher Aussichtstürme in Schleswig-Holstein, wie dem Elisabethturm auf dem Bungsberg oder dem Parnaß-Turm bei Plön.

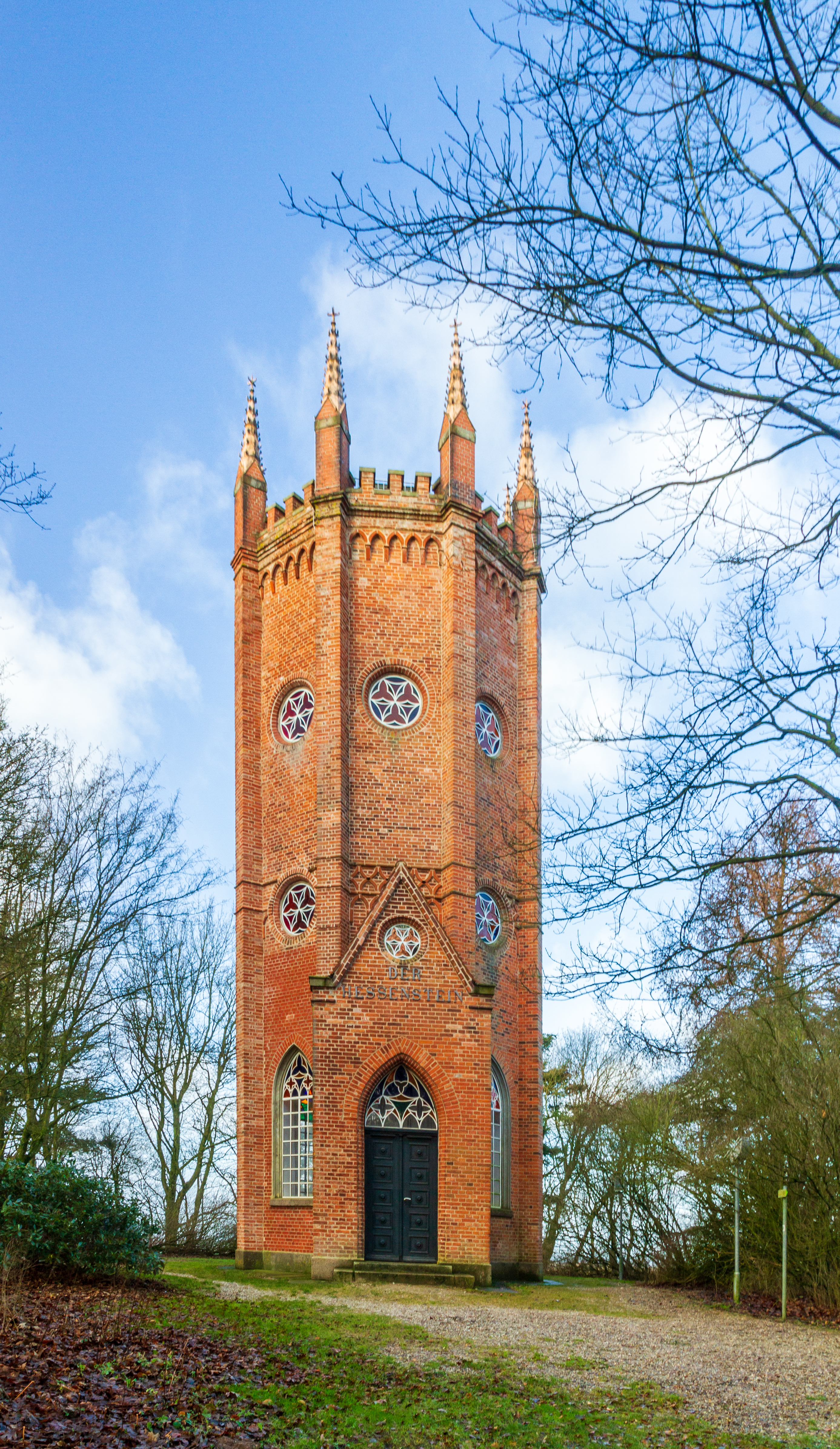
Der Hessenstein genannte Aussichtsturm
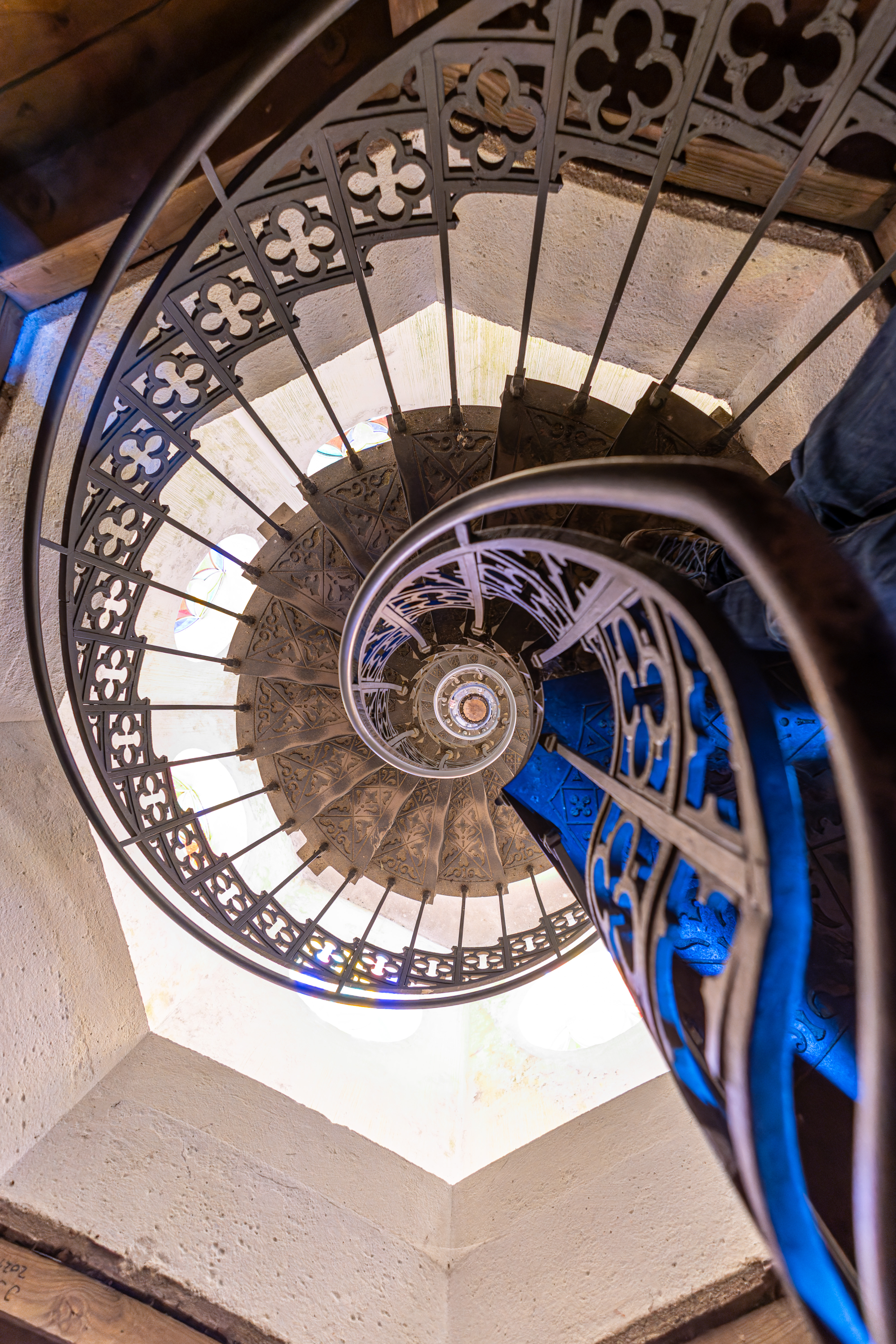
Treppenhaus
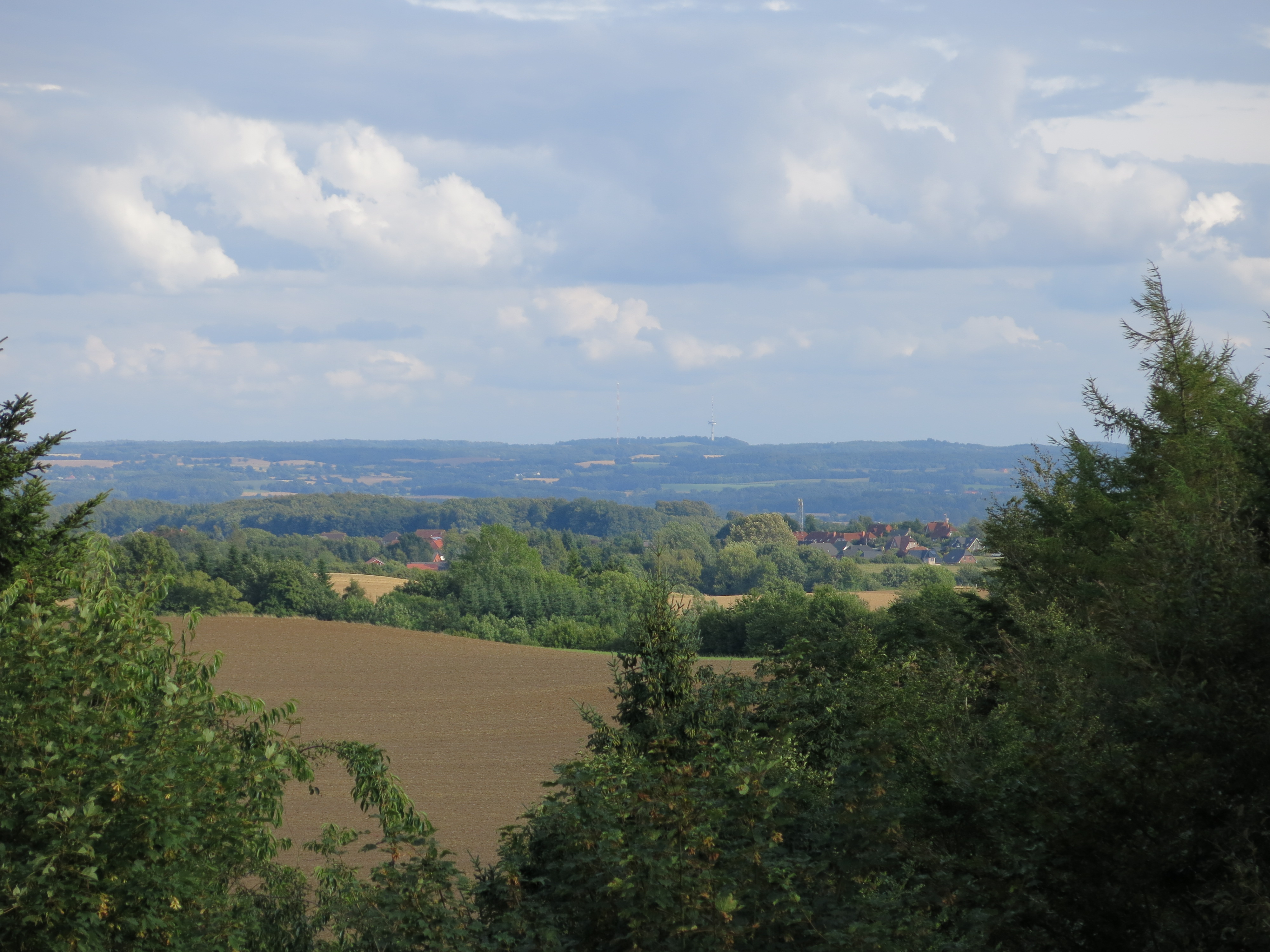
Blick zum Bungsberg
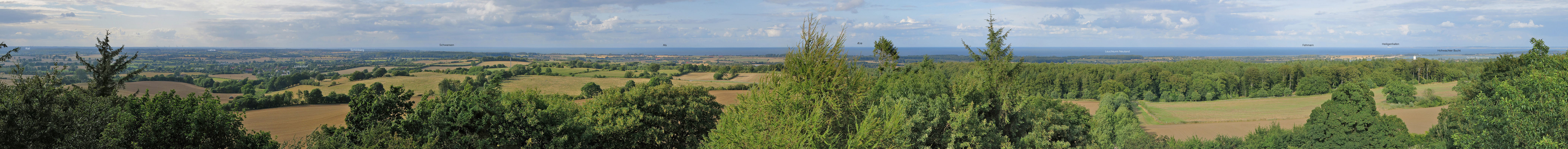
Ausblick vom Aussichtsturm